# Шрифт Брайля японською мовою

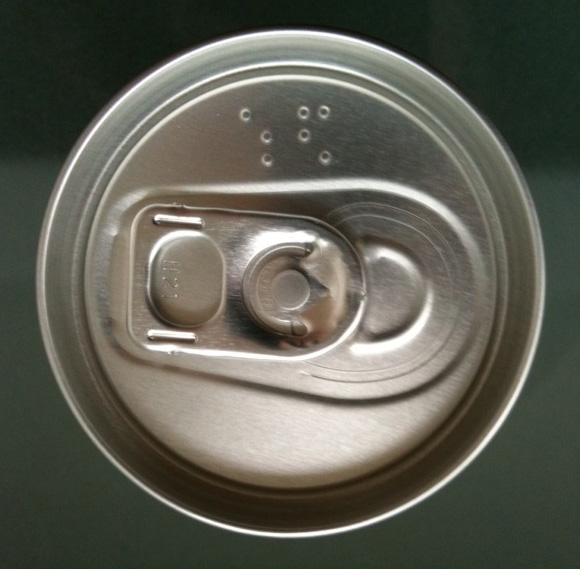
Напис шрифтом Брайля японською мовою на банці пива Asahi — «саке»

Шрифт Брайля японською мовою — шрифт для сліпих для запису японської мови, опосередковано заснований на оригінальному шрифті Брайля. Японською мовою він називається тенджі (яп. 点字), що буквально означає «символи-крапки». Він передає японську мову подібним чином до складових хіраґани та катакани, без урахування канджі.
Японський брайль — абугіда, що базується на голосних. Тобто кожний символ передає окремий склад, але на відміну від кани у шрифті є окремі символи для голосних та приголосних, та головними є голосні. Голосні пишуться у верхньому лівому куті (точки 1, 2, 4) та можуть використовуватись самі по собі. Приголосні пишуться у нижньому правому куті (точки 3, 5, 6) та мають завжди писатись разом із голосними. Щоправда, напівголосний «y» позначається точкою 4, тобто однією з голосних точок; символ для голосного при цьому опускається до низу клітинки. Коли ця точка на позначення «y» пишеться сама по собі, це означає, що ця літера знаходиться посередині наступного складу, наприклад — «mya» (мя). Склади, що починаються з літери «w» позначаються опущенням символу голосного до низу клітинки, без використання символів приголосних.

## Брайль для кани
У шрифті Брайля японською мовою голосні звуки призначаються точкам у верхній лівій частині клітинки (точки 1-2-4), у наступному послідовному порядку: ⠁⠃⠉⠋⠊. Точки, що представляють інші кани, не мають якогось зв'язку з іншими шрифтами Брайля чи послідовності. Поширені розділові знаки зазвичай подібні до міжнародних відповідників, деякі з них збігаються з символами, що починаються на w-. У всіх символах, крім тих, що мають тільки голосні, поєднуються голосні символи, «дан» (dan), із приголосними «ґьо» (gyō), що представляються або комбінацією точок в нижньому правому куті, опущенням вниз символу голосного або і тим, і тим водночас.
|                                      | あ段 а дан                    | い段 і дан                     | う段 у дан                     | え段 е дан                      | お段 о дан                     |                              |
| あ行 а ґьо голосні                   | あ a                          | い i                           | う u                           | え e                            | お o                           |                              |
| あ行 а ґьо голосні                   | ⠁ (braille pattern dots-1)    | ⠃ (braille pattern dots-12)    | ⠉ (braille pattern dots-14)    | ⠋ (braille pattern dots-124)    | ⠊ (braille pattern dots-24)    |                              |
| あ行 а ґьо голосні                   | ⠁                             | ⠃                              | ⠉                              | ⠋                               | ⠊                              |                              |
| か行 ка ґьо: k- дан + точка 6        | か ka                         | き ki                          | く ku                          | け ke                           | こ ko                          |                              |
| か行 ка ґьо: k- дан + точка 6        | ⠡ (braille pattern dots-16)   | ⠣ (braille pattern dots-126)   | ⠩ (braille pattern dots-146)   | ⠫ (braille pattern dots-1246)   | ⠪ (braille pattern dots-246)   |                              |
| か行 ка ґьо: k- дан + точка 6        | ⠡                             | ⠣                              | ⠩                              | ⠫                               | ⠪                              |                              |
| さ行 са ґьо: s- дан + точки 5,6      | さ sa                         | し shi                         | す su                          | せ se                           | そ so                          |                              |
| さ行 са ґьо: s- дан + точки 5,6      | ⠱ (braille pattern dots-156)  | ⠳ (braille pattern dots-1256)  | ⠹ (braille pattern dots-1456)  | ⠻ (braille pattern dots-12456)  | ⠺ (braille pattern dots-2456)  |                              |
| さ行 са ґьо: s- дан + точки 5,6      | ⠱                             | ⠳                              | ⠹                              | ⠻                               | ⠺                              |                              |
| た行 та ґьо: t- дан + точки 3,5      | た ta                         | ち chi                         | つ tsu                         | て te                           | と to                          |                              |
| た行 та ґьо: t- дан + точки 3,5      | ⠕ (braille pattern dots-135)  | ⠗ (braille pattern dots-1235)  | ⠝ (braille pattern dots-1345)  | ⠟ (braille pattern dots-12345)  | ⠞ (braille pattern dots-2345)  |                              |
| た行 та ґьо: t- дан + точки 3,5      | ⠕                             | ⠗                              | ⠝                              | ⠟                               | ⠞                              |                              |
| な行 на ґьо: n- дан + точка 3        | な na                         | に ni                          | ぬ nu                          | ね ne                           | の no                          |                              |
| な行 на ґьо: n- дан + точка 3        | ⠅ (braille pattern dots-13)   | ⠇ (braille pattern dots-123)   | ⠍ (braille pattern dots-134)   | ⠏ (braille pattern dots-1234)   | ⠎ (braille pattern dots-234)   |                              |
| な行 на ґьо: n- дан + точка 3        | ⠅                             | ⠇                              | ⠍                              | ⠏                               | ⠎                              |                              |
| は行 ха ґьо: h- дан + точки 3,6      | は ha                         | ひ hi                          | ふ fu                          | へ he                           | ほ ho                          |                              |
| は行 ха ґьо: h- дан + точки 3,6      | ⠥ (braille pattern dots-136)  | ⠧ (braille pattern dots-1236)  | ⠭ (braille pattern dots-1346)  | ⠯ (braille pattern dots-12346)  | ⠮ (braille pattern dots-2346)  |                              |
| は行 ха ґьо: h- дан + точки 3,6      | ⠥                             | ⠧                              | ⠭                              | ⠯                               | ⠮                              |                              |
| ま行 ма ґьо: m- дан + точки 3,5,6    | ま ma                         | み mi                          | む mu                          | め me                           | も mo                          | ん n                         |
| ま行 ма ґьо: m- дан + точки 3,5,6    | ⠵ (braille pattern dots-1356) | ⠷ (braille pattern dots-12356) | ⠽ (braille pattern dots-13456) | ⠿ (braille pattern dots-123456) | ⠾ (braille pattern dots-23456) | ⠴ (braille pattern dots-356) |
| ま行 ма ґьо: m- дан + точки 3,5,6    | ⠵                             | ⠷                              | ⠽                              | ⠿                               | ⠾                              | ⠴                            |
| や行 я ґьо: y- дан опущено + точка 4 | や ya                         |                                | ゆ yu                          |                                 | よ yo                          | -y-                          |
| や行 я ґьо: y- дан опущено + точка 4 | ⠌ (braille pattern dots-34)   |                                | ⠬ (braille pattern dots-346)   |                                 | ⠜ (braille pattern dots-345)   | ⠈ (braille pattern dots-4)   |
| や行 я ґьо: y- дан опущено + точка 4 | ⠌                             |                                | ⠬                              |                                 | ⠜                              | ⠈                            |
| ら行 ра ґьо: r- дан + точка 5        | ら ra                         | り ri                          | る ru                          | れ re                           | ろ ro                          |                              |
| ら行 ра ґьо: r- дан + точка 5        | ⠑ (braille pattern dots-15)   | ⠓ (braille pattern dots-125)   | ⠙ (braille pattern dots-145)   | ⠛ (braille pattern dots-1245)   | ⠚ (braille pattern dots-245)   |                              |
| ら行 ра ґьо: r- дан + точка 5        | ⠑                             | ⠓                              | ⠙                              | ⠛                               | ⠚                              |                              |
| わ行 ва ґьо: w- опущення голосного   | わ wa                         | ゐ wi                          |                                | ゑ we                           | を wo                          | -w-                          |
| わ行 ва ґьо: w- опущення голосного   | ⠄ (braille pattern dots-3)    | ⠆ (braille pattern dots-23)    |                                | ⠖ (braille pattern dots-235)    | ⠔ (braille pattern dots-35)    | ⠢ (braille pattern dots-26)  |
| わ行 ва ґьо: w- опущення голосного   | ⠄                             | ⠆                              |                                | ⠖                               | ⠔                              | ⠢                            |

Способи додавання дакутена та хандакутена подібні до додавання проміжної й. Склади з «й» подібні до використання проміжної й. Символ для складу ん (н) пишеться, як приголосна «м» сама по собі, бо походить від складу む (му).

## Інші символи
У записі каною, маленький склад «цу» (っ), званий сокуон, використовується для позначення того, що приголосний наступного складу гемінується (подвоюється), а також між голосними як гортанна змичка. У катакані, подовження голосних позначається горизонтальною рискою (ー) під назвою чоон. Ця риска у шрифті Брайля японською мовою також подібна на риску:
| сокуон                     | чоон                        |
| ⠂ (braille pattern dots-2) | ⠒ (braille pattern dots-25) |
| ⠂                          | ⠒                           |

Розташування цих символів відносно складів, на які вони впливають, є різним: сокуон позначає, що наступний приголосний є гемінованим, а чоон — що попередній голосний є подовженим.
У записі каною дзвінкі приголосні «g, z, d, b» записуються як глухі «k, s, t, h» разом із діакритикою (дакутеном), наприклад — ぎ (ґі); У словах іноземного походження, «v» записується як голосний «u» разом з дакутеном. Подібним чином «p» утворюється з «h», але вже за допомогою іншого знака, хандакутена. Дві кани об'єднуються в одну, якщо записати другу меншою, наприклад: きゃ «kya» від «ki» + «ya»; це явище відоме, як йоон.
У шрифті Брайля японською мовою ці знаки використовуються як префікси. Тобто, дакутен + «ki» означає ぎ «gi». Коли в одному складі необхідні кілька таких знаків, то вони об'єднуються разом — як-от йоон і дакутен для складу ぎゃ «gya».
| дакутен                    | хандакутен                 | йоон                       | йоон + дакутен              | йоон + хандакутен           |
| ⠐ (braille pattern dots-5) | ⠠ (braille pattern dots-6) | ⠈ (braille pattern dots-4) | ⠘ (braille pattern dots-45) | ⠨ (braille pattern dots-46) |
| ⠐                          | ⠠                          | ⠈                          | ⠘                           | ⠨                           |

Точка, що використовується на позначення йоона, також використовується у складах «ya, yu, yo». Перед «ka, ku, ko», йоон перетворюватиме їх на «kya, kyu, kyo». Подібним чином, префікс для йоона та дакутена разом зі складів «ka, ku, ko» робить «gya, gyu, gyo».

## Орфографія
Шрифт Брайля японською мовою пишеться подібно до кани. Втім, є три відмінності:
- У кані розповсюджені граматичні частки wa та e записуються з історичних причин як は «ha» та へ «he». У шрифті Брайля ці частки пишуться так, як вимовляються: ⠄ wa, ⠋ e[3].
- Довгий звук ō пишеться за допомогою ⠒ (чоон), незалежно від того, чи в японському письмі це «oo» чи «ou». Довгий звук ū так само записується за допомогою чоона. (Так зазвичай пишуть катаканою, але не хіраґаною) Тобто, «Tōkyō» (Токіо), що у словниках транскрибується, як «Toukyou», шрифтом Брайля пишеться ⠞⠒⠈⠪⠒, а «sansū» — ⠱⠴⠹⠒.
- Для розділення слів використовуються пробіли (але не для виокремлення виразів та речень, бо цю роль виконує пунктуація). Наприклад, речення 今日は朝からよく晴れている。 як при транскрипції виокремлюється пробілами, щоправда, частки від слів не відділяються: Kyōwa asakara yoku harete iru. ⠈⠪⠒⠄⠀⠁⠱⠡⠑⠀⠜⠩⠀⠥⠛⠟⠀⠃⠙⠲. Пробіли також ставляться між прізвищами та особистими іменами, наприклад: 石川倉次 — «Ishikawa Kuraji». При записі катаканою, для цього використовується інтерпункт ⟨・⟩ — ルイ・ブライユ «Rui Buraiyu» (Луї Брайль).

## Пунктуація
Крім пунктуації японської мови, шрифт Брайля японською також має окремі символи, щоб позначати, що наступні символи є цифрами або пишуться латинським письмом.
| 。                           | 、                          | ？                          | ！                           | 「 ... 」 | （ ... ） | дефіс                       | —                                                         | ・・・                                                                               | пробіл                    |
| ⠲ (braille pattern dots-256) | ⠰ (braille pattern dots-56) | ⠢ (braille pattern dots-26) | ⠖ (braille pattern dots-235) | …         | …         | ⠤ (braille pattern dots-36) | ⠒ (braille pattern dots-25) · ⠒ (braille pattern dots-25) | ⠂ (braille pattern dots-2) · ⠂ (braille pattern dots-2) · ⠂ (braille pattern dots-2) | ⠀ (braille pattern blank) |
| ⠲                            | ⠰                           | ⠢                           | ⠖                            | ⠤⠀⠤       | ⠶⠀⠶       | ⠤                           | ⠒⠒                                                        | ⠂⠂⠂                                                                                  | ⠀                         |

Як вже було зазначено, пробіл використовується для розділення слів та на місці інтерпункта у катакані.

## Форматування

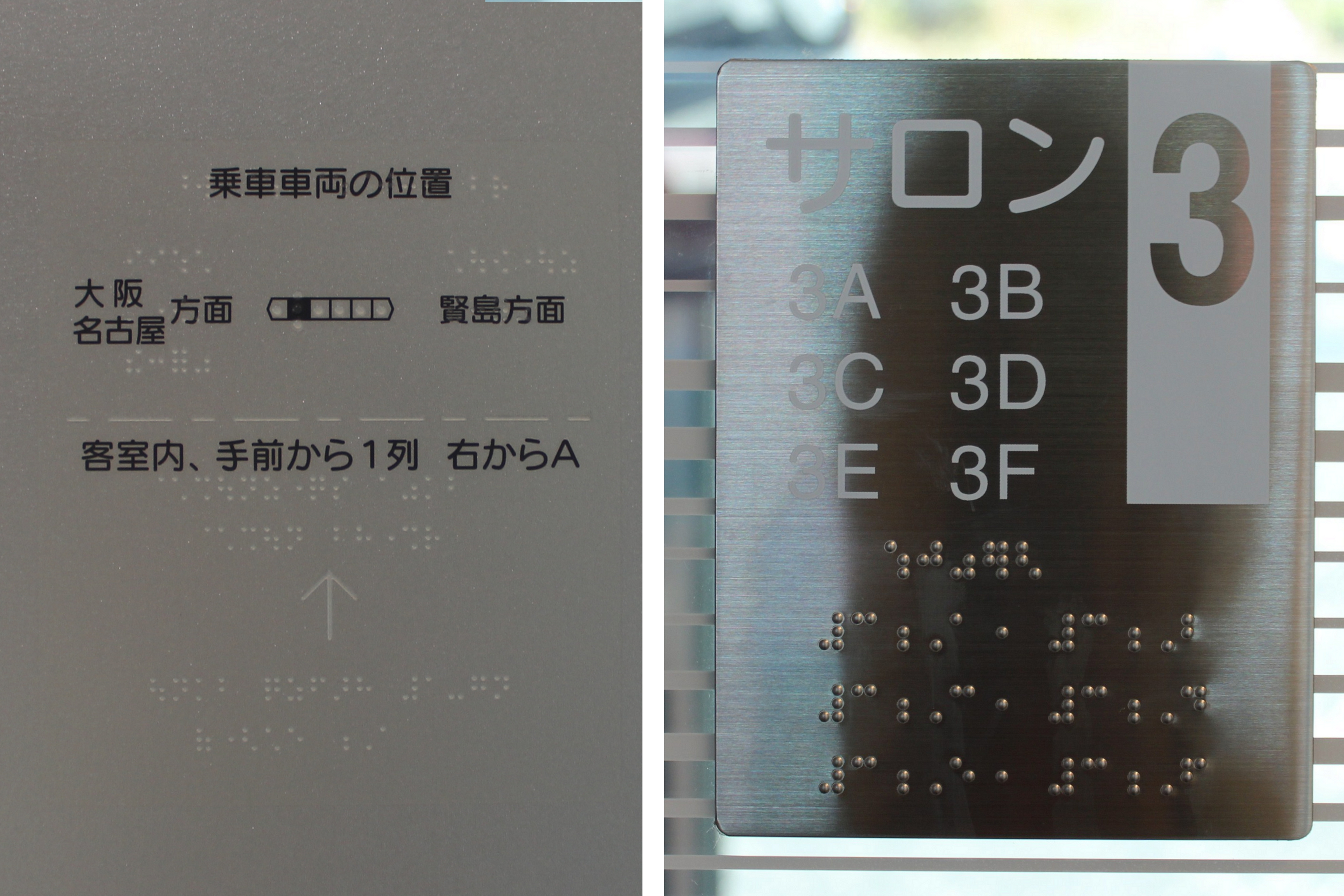
Зліва зображено друкований текст японською та текст шрифтом Брайля. Рельєфний текст містить небрайлівські лінії, маркери та стрілку. Справа — ілюстрація латинських цифр і літер.

Латинські літери та цифри форматуються наступним чином:
| Цифри                         | Латинка                     | Заглавна літера            |
| ⠼ (braille pattern dots-3456) | ⠰ (braille pattern dots-56) | ⠠ (braille pattern dots-6) |
| ⠼                             | ⠰                           | ⠠                          |

Після цифр слова ідуть одразу, тільки якщо не є голосними або не починаються на r-. Через те, що склади «a i u e o» та «ra ri ru re ro» пишуться так само як і 0–9, для розрізнення між ними вставляється дефіс. Наприклад 6人 «6 nin» (шість людей) пишеться без дефісу, ⠼⠋⠇⠴ ⟨6nin⟩, а от 6円 «6 en» (6 єн) пишеться з дефісом, ⠼⠋⠤⠋⠴ ⟨6-en⟩, бо ⠼⠋⠋⠴ можна було б прочитати як ⟨66n⟩.

## Канджі
Є система з шістьох точок, тенканджі, та розширена система на базі шрифта Брайля японською мовою з восьми точок кантенджі, що були розроблені для передачі канджі.